# Markvartice (Zubčice)
Markvartice je malá vesnice, část obce Zubčice v okrese Český Krumlov. Nachází se asi 2,5 km na severovýchod od Zubčice. Je zde evidováno 35 adres.
Markvartice leží v katastrálním území Zubčice o výměře 9,49 km².

## Historie
První písemná zmínka o vesnici pochází z roku 1337.

## Pamětihodnosti
- Kaple Panny Marie z roku 1873[5]

## Rodáci
- Emanuel Václav Řičák (1824-1904), katolický kněz, středoškolský profesor, historik, pomolog